# كوفاي سارالا
كوفاي سارالا هي مقدمة تلفزيونية وممثلة هندية، ولدت في 7 أبريل 1962 بكويمباتور في الهند. من الجوائز التي نالتها جوائز ناندي ‏.

## جوائز
- جوائز ناندي [الإنجليزية]‏

## وصلات خارجية
- كوفاي سارالا على موقع IMDb (الإنجليزية)
- كوفاي سارالا على موقع قاعدة بيانات الفيلم (الإنجليزية)